# Sosnogorsk
Sosnogorsk (rus. Сосного́рск) je grad u Rusiji, u autonomnoj republici Komi.

## Zemljopisni položaj
Nalazi se na lijevoj obali rijeke Ižme, u porječju rijeke Pečore, 345 km od Syktyvkara i 11 km istočno od grada Uhte.
Nalazi se u Moskovskom vremenu (UTC+3).

## Ime
Ime grada u prijevodu znači "borova gora".

## Promet
U gradu se nalazi željeznička postaja odnosno i sjedište Sosnogorskog odjeljka Sjeverne željezničke pruge.

## Stanovništvo
1959. je imao 15.800 stanovnika.
U ovom gradu živim 29.587 stanovnika, prema stanju 2002.

## Razni podatci
OKATO broj je 87422, a pozivni broj je (+7) 821549.

## Povijest
Grad je utemeljen 1939. godine.
1955. je dobio status grada.
Do 1957. se nosio ime kao i rijeka na kojoj se nalazi, Ižma.
Za vrijeme SSSR-a, ovdje je bio smješten jedan od gulaga.

## Vanjske poveznice
- Službene stranice
- Info-portal  Arhivirana inačica izvorne stranice od 27. rujna 2010. (Wayback Machine)
- Povijest sosnogorskog grba[neaktivna poveznica]